# No. 1 Geisha
No. 1 Geisha era un burdel legal (rancho) y salón de masajes ubicado en Elko (Nevada). Las mujeres que trabajaban allí eran de ascendencia asiática. Anteriormente era conocido como "Mona Lisa Ranch" y "CharDon's Club".
En enero de 2011, un propietario del burdel fue condenado a prisión en un tribunal federal por gestionar un salón de masajes ilegal en Seattle, además de la operación legal en Nevada. En el memorando de sentencia se afirmaba que "mientras se encontraba en libertad provisional, [el propietario de No. 1 Geisha] intentó reclutar mujeres para trabajar en el burdel legal de Elko [...]. Alegó que tenía que viajar a Nevada para hacer reparaciones en su casa; sin embargo, el Departamento de Policía de Elko y una fuente confidencial le informaron de que estaba en Elko para contratar a un 'arrendatario' y a más empleados para el burdel legal". El gobierno federal se incautó de cerca de 50 000 dólares en activos del burdel legal de Nevada en relación con las operaciones ilegales de California y Washington.